# Kina w Gorzowie Wielkopolskim
Istniejące i nieistniejące już kina w Gorzowie Wielkopolskim.

## Kina

### Kina należące do sieci
- Helios – otwarte w październiku 2007 roku w Galerii Askana przy al. Konstytucji 3 Maja 102. Pierwszy multipleks kinowy w mieście i w województwie lubuskim[1]. Znajduje się tam 5 sal (w każdej są dwa miejsca dla osób niepełnosprawnych), które mogą pomieścić łącznie 1 024 osób (każda sala może pomieścić od 116 do 324 widzów)[2]. Od 2017 roku sale kinowe nazwane są Kopernik, Słońce, Capitol, Muza i Kolejarz – nazwami nieistniejących już gorzowskich kin[3].

- Multikino – (dawniej Cinema 3D), otwarte w październiku 2015 roku w Galerii „Manhattan” (obecnie Centrum Handlowym Feeria) przy ul. Kombatantów 30. Multipleks ma 5 sal (w każdej są dwa miejsca dla osób niepełnosprawnych), które mogą pomieścić łącznie 930 osób. W każdej z pięciu sal znajduje się projektor o rozdzielczości 4K z możliwością odtwarzania filmów w technice 3D, fotele VIP oraz system dźwięku przestrzennego Dolby Atmos[4].

### Kina małe i studyjne
- Kino 60 Krzeseł – kino studyjne, otwarte we wrześniu 2002 roku z salą – po przeprowadzonej modernizacji w latach 2009–2018, dla 72 osób (dostosowaną do potrzeb osób niepełnosprawnych). Znajduje się w Miejskim Ośrodku Sztuki w Gorzowie Wielkopolskim przy ul. Pomorskiej 73[5].

### Kina plenerowe
- Kino po zmroku – kino plenerowe w gorzowskim Parku Wiosny Ludów organizowane od 2014 roku przez Miejskie Centrum Kultury oraz Miejski Ośrodek Sztuki w sezonie wakacyjnym. Projekcje rozpoczynają się o godzinie 22, a w razie niepogody przenoszone są do sali MCK przy ul. Drzymały 26[6].

## Nieistniejące kina

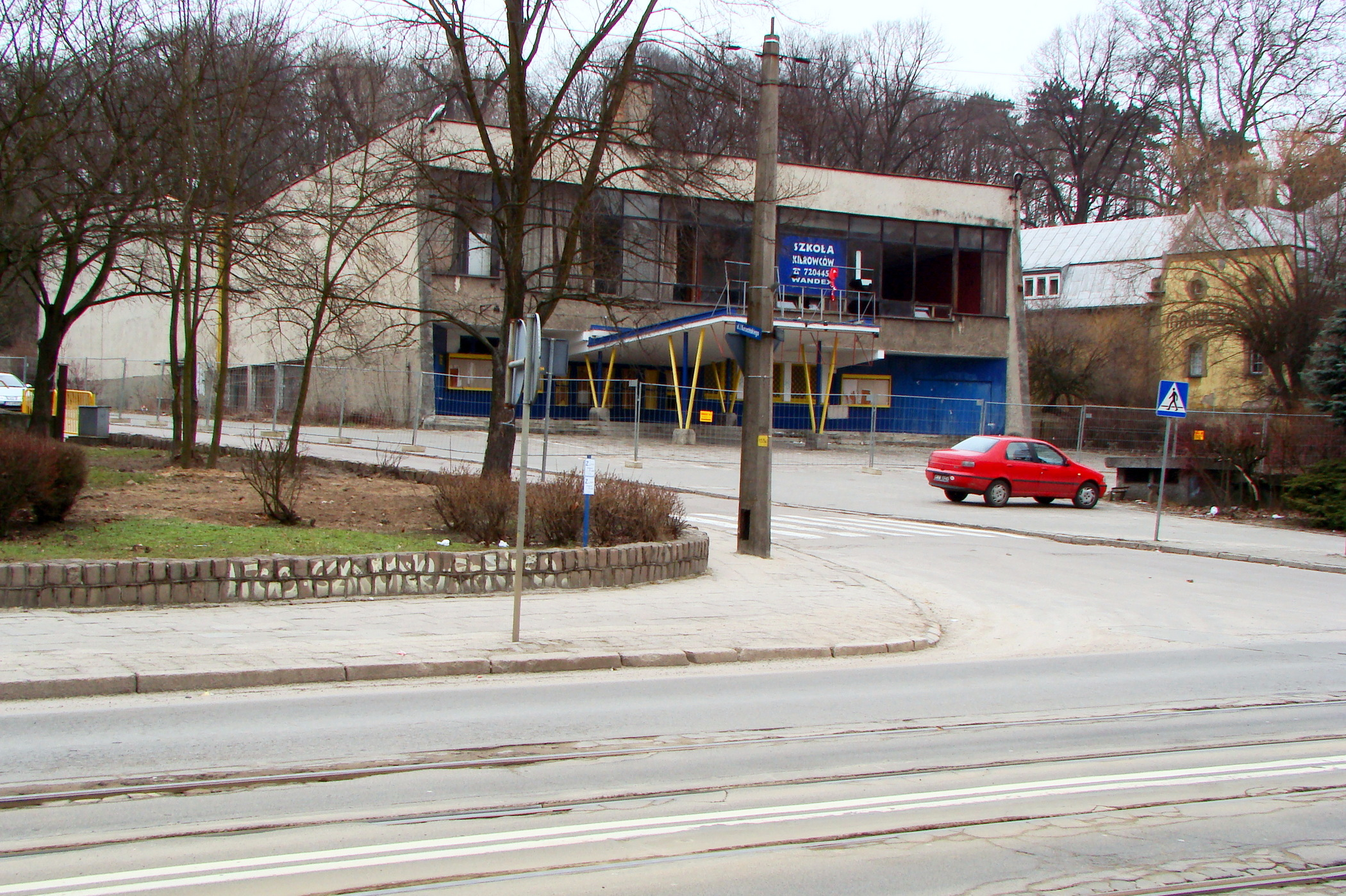
Budynek dawnego kina „Kopernik” przy ul. Warszawskiej

- Capitol – kino działające w latach 1946–1977 przy ul. Wawrzyniaka z salą dla 400 osób.
- Kolejarz – małe kino działające w latach 1948–2003 w dawnym Gorzowskim Domu Kultury „Kolejarz” przy al. Konstytucji 3 Maja[7].
- Kopernik – otwarte we wrześniu 1975 roku i zamknięte w październiku 2007 roku. Było pierwszym kinem wybudowanym w powojennym Gorzowie Wielkopolskim. Znajdowało się przy ul. Warszawskiej i miało salę dla 570 osób. Odbył się tu w dniach 22–27 listopada 1988 roku zjazd Dyskusyjnych Klubów Filmowych zorganizowany z okazji 80-lecia polskiego kina na którym uczestniczyła m.in. Agnieszka Holland[8]. Budynek rozebrano 9 marca 2009 roku[9].
- Muza – kino działające w latach 1956–2019 przy al. 11 Listopada. Budynek rozebrano 12 sierpnia 2019 roku.
- Słońce – otwarte w grudniu 1948 roku i zamknięte w 2007 roku. Do 1975 roku miało największą, dwukondygnacyjną salę kinową dla 563 osób. Po przebudowie w 1960 roku widownia została zmniejszona do 505 miejsc, w tym 195 miejsc na balkonie. Kino miało pierwszy w mieście ekran do wyświetlania filmów panoramicznych. Znajdowało się przy ul. Chrobrego[10].